# Citroën Eole
Pour les articles homonymes, voir Éole (homonymie).
La Citroën Eole est un concept-car présenté au salon de l'automobile de Genève 1986. La voiture fut entièrement conçue sur ordinateur.

## Présentation
L'Eole est un concept-car basé sur une plate-forme de Citroën CX, entièrement conçue par ordinateur à partir de dessins de Geoffrey Matthews. Celui-ci est un transfuge du Groupe Rootes, composante de Chrysler Europe rachetée fin 1978 par PSA, la maison mère de Citroën. C'est le premier concept-car à profiter d'une conception intégralement informatisée.
Grâce à un travail optimal sur l'aérodynamique (profil longiligne, roues carénées, poignées de portes masquées), l'Eole réduit pratiquement de moitié le Cx du modèle d'origine éponyme, lequel passe ainsi au chiffre record de 0,17. Ses suspensions poursuivent les avancées de Citroën depuis son Eco 2000 : un système hydropneumatique actif contrôle le roulis, soulevant notamment l'avant pour permettre aux roues de tourner dans les virages, et la garde au sol se réduit automatiquement à grande vitesse. Si le premier dispositif sera vite abandonné, le second, très apprécié, servira de base au projet Activa.
À l'intérieur, quatre passagers profitent d'une atmosphère confortable, et la console centrale est équipée d'un panneau plat réunissant les fonctions de PC, de console de jeux, d'ensemble Hi-Fi et de lecteur CD,.